# パッタルン駅
パッタルン駅（パッタルンえき、タイ語:สถานีรถไฟพัทลุง）は、タイ王国南部パッタルン県ムアンパッタルン郡にある、タイ国有鉄道南本線の駅である。

## 概要
パッタルン駅は、タイ王国南部パッタルン県の県庁所在地であり、人口12万人が暮らすムアンパッタルン郡にある。町の中心部に位置する為、利便性が良い。駅の正面側（西側）が、市街地である。
一等駅であり、1日に22本（11往復）の列車が発着（内2往復は当駅が始発、終着）し、その内訳は、特急3往復、快速2往復、普通6往復である。当駅に発着するバンコク発着の列車は全てクルンテープ駅発着であり、その乗車距離は862.06kmであり、クルンテープ駅から特急列車利用で14時間30分程度である。

## 歴史
タイ国有鉄道南本線の本格的な工事は北側1カ所（ペッチャブリー駅）、南側2カ所（ソンクラー駅、カンタン駅）の3カ所より開始された。当駅はソンクラー駅側からの工事により1913年1月1日にパッタルン駅 - ソンクラー駅として開業した。この時点では始発駅であったが、その1年9ヶ月後の1914年10月1日にカンタン駅側からの工事により繋がり当駅は中間駅となった。
- 1913年1月1日 【開業】ウタパオ分岐駅　-　ソンクラー駅 (26.68km)
- 1913年1月1日 【開業】パッタルン駅　-　ウタパオ分岐駅 (79.79km)
- 1913年4月1日 【開業】カンタン駅　-　フワイヨート駅 (49.26km)
- 1914年1月1日 【開業】フワイヨート駅　-　トゥンソン分岐駅 (43.74km)
- 1914年10月1日 【開業】トゥンソン分岐駅　-　パッタルン駅 (88.93km)

## 駅構造
単式及び島式1面の複合型ホーム2面2線をもつ地上駅であり、駅舎はホームに面している。

## 駅周辺
- パッタルンバスターミナル (4km)